# Malé Borové
Malé Borové (maďarsky Kisborove) je obec na Slovensku v okrese Liptovský Mikuláš. V roce 2016 zde žilo 136 obyvatel. První písemná zmínka o obci pochází z roku 1550.